# Wszyscy mówią: kocham cię
Wszyscy mówią: kocham cię (ang. Everyone Says I Love You) – komedia muzyczna produkcji amerykańskiej, nakręcona w 1996 roku i wyreżyserowana przez Woody’ego Allena.

## Obsada
- Alan Alda – Bob
- Woody Allen – Joe
- Drew Barrymore – Skylar
- Edward Norton – Holden
- Goldie Hawn – Steffi
- Julia Roberts – Von
- Gaby Hoffmann – Lane
- Natasha Lyonne – DJ
- Natalie Portman – Laura
- Tim Roth – Charles Ferry
- David Ogden Stiers – ojciec Holdena
- Scotty Bloch – matka Holdena
- Patrick Cranshaw – dziadek DJ
- Lukas Haas – Scott Dandridge

## Produkcja
Zdjęcia do filmu realizowane były w Nowym Jorku (Stany Zjednoczone) i w Paryżu oraz w Wenecji.

## Nagrody i nominacje
Złote Globy 1996
- Najlepsza komedia/musical (nominacja)

Nagroda Satelita 1996
- Najlepsza komedia/musical – Robert Greenhut (nominacja)
- Najlepszy aktor drugoplanowy w komedii/musicalu – Woody Allen (nominacja)
- Najlepsza aktorka drugoplanowa w komedii/musicalu -Goldie Hawn (nominacja)